# Tržič
Tržič là một khu tự quản (tiếng Slovenia: občine, số ít – občina) trong vùng Gorenjska của Slovenia. Tržič có diện tích 155.4 km2, dân số là theo điều tra ngày 31 tháng 3 năm 2002 là 15151 người. Thủ phủ khu tự quản Tržič đóng tại Tržic.